# Cláudio Botelho
Cláudio Botelho (Araguari, 1964 –) brazil zeneszerző. Ismert színészként és műfordítóként is, számos színpadi művet fordított le angolról az anyanyelvére.